# 조촌동 (군산시)
조촌동(助村洞)은 대한민국의 전북특별자치도 군산시의 동이다.

## 개요
조촌동은 군산시의 행정 중심지로 시청, 법원검찰청, 교육청 등 관공서가 밀집되어 있다.

## 연혁
- 1941년 11월 : 옥구군에서 군산부로 편입
- 1949년 : 군산시 조촌동, 경장동
- 1973년 7월 : 법정동인 조촌동과 경장동을 관할로 행정동인 조촌동 설치

## 법정동
- 조촌동(助村洞)
- 경장동(京場洞)

## 주요 시설
공공기관
- 군산교육지원청
- 군산시청
- 군산시의회
- 군산산림조합
- KT전북서부네트워크서비스센터
- 금강도서관
- 군산학생교육문화관
- 군산고용복지플러스센터
- 전주지방법원 군산지원
- 전주지방검찰청 군산지청

교육
- 군산금빛초등학교
- 군산경포초등학교
- 군산동초등학교
- 군산제일중학교
- 군산제일고등학교

아파트
| 단지명                    | 건설사              | 시행사                            | 주소                | 입주        | 비고 |
| ------------------------- | ------------------- | --------------------------------- | ------------------- | ----------- | ---- |
| 조촌현대                  | 현대산업개발        | 현대산업개발                      |                     | 1995년 9월  |      |
| 더샵 군산프리미엘         | 포스코이앤씨        | 교보자산신탁㈜ 에스지산업개발(유) |                     | 2025년 5월  |      |
| 더샵 디오션시티           | 포스코이앤씨        | ㈜우리자산신탁 ㈜디오션시티포     | 궁포1로 79 (조촌동) | 2021년 10월 |      |
| 더샵 디오션시티 그랑시엘  | 포스코이앤씨        | ㈜코리아신탁 ㈜디오션시티퍼스트   | 궁포2로 77 (조촌동) | 2023년 7월  |      |
| 디오션시티 푸르지오       | 대우건설            | ㈜코리아신탁 ㈜디오션시티퍼스트   | 궁포2로 20 (조촌동) | 2018년 3월  |      |
| 센트럴파크 스타뷰         | ㈜제일건설          | 센트럴파크아파트지역주택조합      |                     | 2017년 11월 |      |
| e편한세상 군산 디오션시티 | ㈜삼호 ㈜디엘이앤씨 | ㈜코리아신탁 ㈜디오션시티투       |                     | 2018년 11월 |      |
| e편한세상 디오션시티 2차  | ㈜삼호              | ㈜디오션시티쓰리                  |                     | 2020년 4월  |      |
유통
- 롯데몰 군산
  - 롯데시네마 군산몰

병원
- 동군산병원

교통
- 군산시청 시외버스 하차정류장